# Bhandara semivitrea
Bhandara semivitrea är en insektsart som beskrevs av Walker 1858. Bhandara semivitrea ingår i släktet Bhandara och familjen dvärgstritar. Inga underarter finns listade i Catalogue of Life.